# Drensteinfurt
Drensteinfurt är en stad i Nordrhein-Westfalen i Tyskland. Den ligger 20 kilometer söder om Münster och 15 kilometer norr om Hamm. Staden har cirka 16 000 invånare,

## Geografiskt läge
Orten ligger vid floden Werse som flyter kring slottet Haus Steinfurt, som byggdes på 1700-talet.

## Stadens historia
Drensteinfurt omnämndes för första gången år 851.

## Föreningar, festivaler och fritid
Invånarna är aktiva i många föreningar. Man anordnar flera festivaler varje år
- på våren en festival på torget som kallas ”Sommer Feeling”
- andra veckoslutet i december julmarknad
- på hösten arrangeras tre ”Schützenfeste“ i samhället

I närheten av sportplatsen finns en offentlig simbassäng som nyttjas på sommaren.

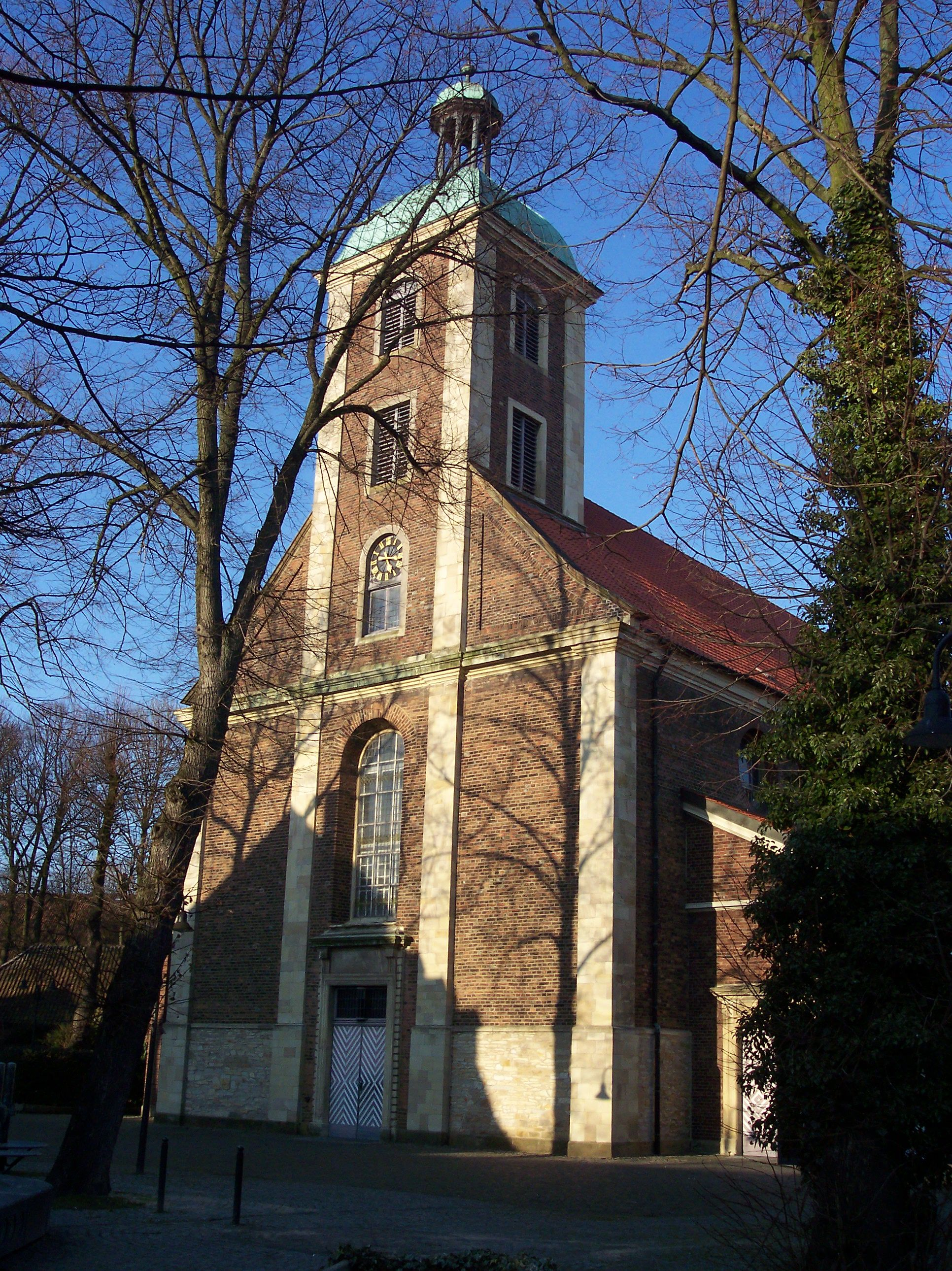
Kyrkan St. Regina i Drensteinfurt

## Kommunikationer
Orten har tågförbindelse till Münster och Hamm. Ett stort antal av invånarna arbetar inte i samhället, utan har sina arbeten i Münster eller Hamm.

## Skolor
I Drensteinfurt finns det 5 skolor -  en realskola, en hauptschule och tre grundskolor.

## Sevärdheter
Det finns flera slott runt Drensteinfurt. Bland andra är det Haus Bisping, Haus Borg, Haus Steinfurt och Haus Venne. Kyrkan St. Regina ligger i samhällets centrum i närheten av torgplatsen. Förra renoveringen ägde rum 2007.